# 原田大二郎 (政治家)
原田 大二郎（はらだ だいじろう、1977年10月29日 - ）は、日本の政治家、医師。公明党所属の参議院議員（1期）。公明党青年局次長。

## 経歴
岡山県倉敷市に3人兄弟の次男として生まれる。整骨院を営んでいた父から「大二郎、医者になれ。医者になれば、もっと多くの患者さんを救ってあげられる」と言われたことから医師の道を志した。倉敷市立玉島小学校、倉敷市立玉島東中学校、関西創価高等学校を経て、2003年に愛媛大学医学部を卒業する。同年6月から愛媛県立中央病院に研修医として勤務を始めた。
岡山大学病院、住友別子病院での勤務を経て、2012年からは国立病院機構四国がんセンターに勤務し、がん薬物療法専門医としてがん医療に専門に携わる。職務の傍ら、2013年に岡山大学大学院博士課程を修了して医学博士号を取得した。2023年に四国がんセンター呼吸器内科医長に就任し、2024年6月をもって退職した。
2024年7月、香川県庁で記者会見を開き、翌年の第27回参議院議員通常選挙に公明党から比例区候補として立候補することを表明する。政界を引退する山本博司の後継として中国・四国地方を中心に活動を展開し、2025年7月に執行された同選挙で初当選した。愛媛県内では4万2413票を獲得し、個人名での集票でトップを飾った。

## 人物
- 血液型はA型[PR 1]。
- 趣味は読書（浅田次郎作品[5]）、ウォーキング[PR 1]。
- 家族は妻と1男1女[PR 1]。
- 好きな言葉は「待て、しかして希望せよ」[PR 1]。

## 選挙歴
| 当落 | 選挙                     | 執行日         | 年齢 | 選挙区 | 政党   | 得票数   | 得票率 | 定数 | 得票順位 /候補者数 | 政党内比例順位 /政党当選者数 |
| ---- | ------------------------ | -------------- | ---- | ------ | ------ | -------- | ------ | ---- | ------------------ | ---------------------------- |
| 当   | 第27回参議院議員通常選挙 | 2025年07月20日 | 47   | 比例区 | 公明党 | 31万47票 | ーー   | 50   | 4/17               | 4/4                          |

### 一次資料または記事主題の関係者による情報源
1. 1 2 3 4  “原田大二郎｜公明党”.  原田大二郎. 2025年7月24日閲覧。